# Cota (Viseu)
Cota es una freguesia portuguesa situada en el municipio de Viseu. Según el censo de 2021, tiene una población de 796 habitantes.